# Economia de baixo carbono

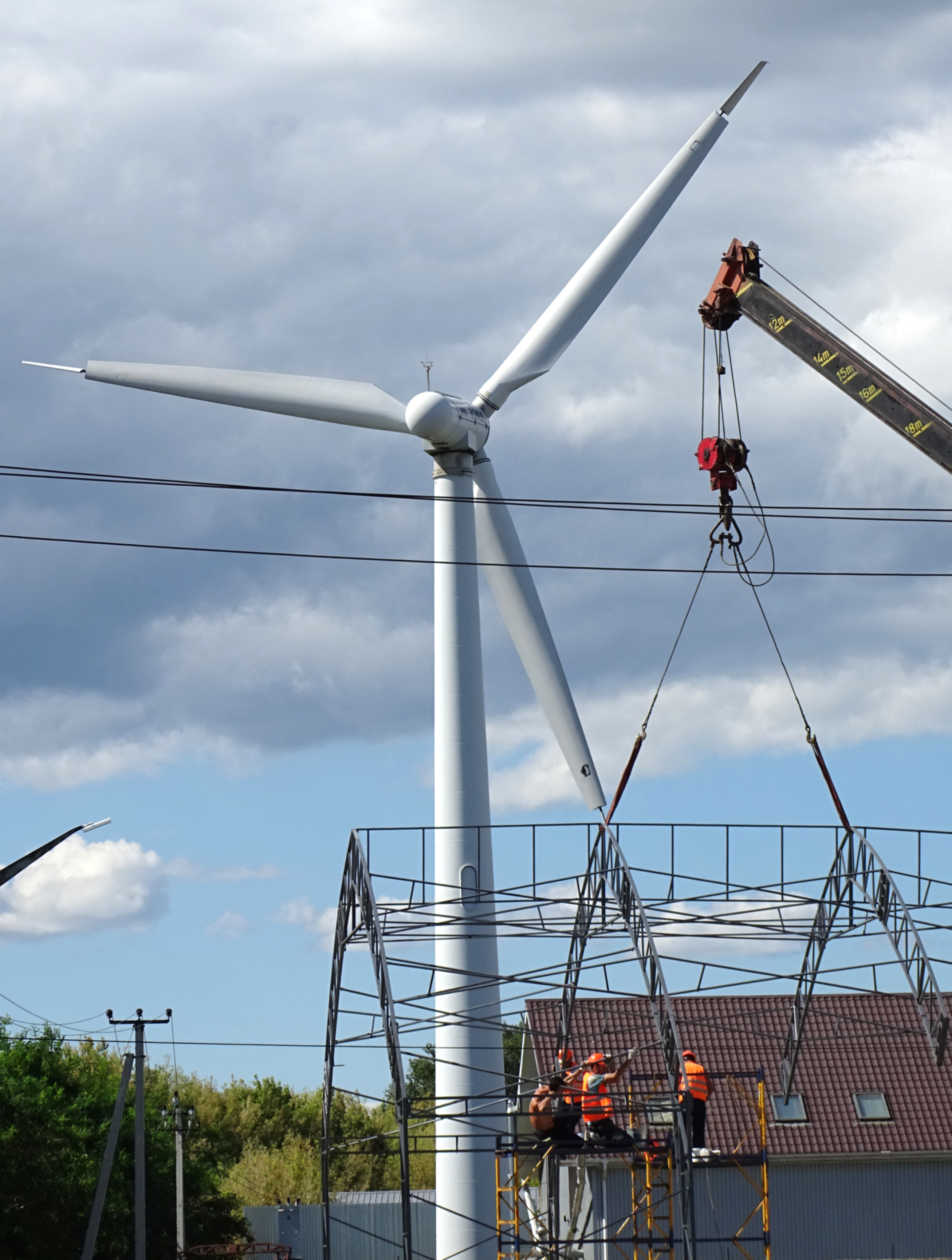
Aerogerador com trabalhadores em Boryspil, Ucrânia

Uma economia de baixo carbono (EBC) ou economia descarbonizada é uma economia baseada em fontes de energia que produzem baixos níveis de emissões de gases do efeito estufa (GEE). As emissões de GEE devido à atividade humana são a causa dominante das mudanças climáticas observadas desde meados do século XX. A emissão contínua de gases de efeito estufa causará mudanças duradouras em todo o mundo, aumentando a probabilidade de efeitos graves, generalizados e irreversíveis para as pessoas e os ecossistemas. A mudança para uma economia de baixo carbono em escala global pode trazer benefícios substanciais tanto para países desenvolvidos como países em desenvolvimento. Muitos países ao redor do mundo estão projetando e implementando estratégias de desenvolvimento de baixa emissão (EDBE). Essas estratégias buscam atingir metas de desenvolvimento social, econômico e ambiental, ao mesmo tempo em que reduzem as emissões de gases de efeito estufa no longo prazo e aumentam a resiliência aos efeitos das mudanças climáticas.
As economias de baixo carbono implementadas globalmente são, portanto, propostas como precursoras da economia de carbono zero mais avançada. O índice GeGaLo de ganhos e perdas geopolíticas avalia como a posição geopolítica de 156 países pode mudar se o mundo fizer uma transição completa para recursos de energia renovável. Espera-se que os antigos exportadores de combustíveis fósseis percam poder, enquanto se espera que as posições dos antigos importadores de combustíveis fósseis e países ricos em recursos de energia renovável se fortaleçam.

## Justificativa e objetivos
As nações podem buscar se tornar economias de baixo carbono ou descarbonizadas como parte de uma estratégia nacional de mitigação das mudanças climáticas. Uma estratégia abrangente para mitigar as mudanças climáticas é por meio da neutralidade de carbono.
O objetivo de uma EBC é integrar todos os seus aspectos de fabricação, agricultura, transporte e geração de energia, etc., em torno de tecnologias que produzem energia e materiais com pouca emissão de GEE e, portanto, em torno de populações, edifícios, máquinas e dispositivos que utilizem essas energias e materiais de forma eficiente, e descartem ou reciclem seus resíduos de forma a ter uma produção mínima de GEEs. Além disso, foi proposto que para tornar economicamente viável a transição para uma EBC teríamos que atribuir um custo (por unidade de produção) aos GEEs por meio de meios como comércio de emissões e/ou taxa de carbono.
Algumas nações são atualmente de baixo carbono: sociedades que não são fortemente industrializadas ou populosas. Para evitar a mudança climática em nível global, todas as nações consideradas sociedades intensivas em carbono e sociedades densamente povoadas podem ter que se tornar sociedades e economias de carbono zero. O sistema de comércio de emissões da UE permite que as empresas comprem créditos de carbono internacionais, assim as empresas podem canalizar tecnologias limpas para promover outros países a adotar desenvolvimentos de baixo carbono.

## Benefícios

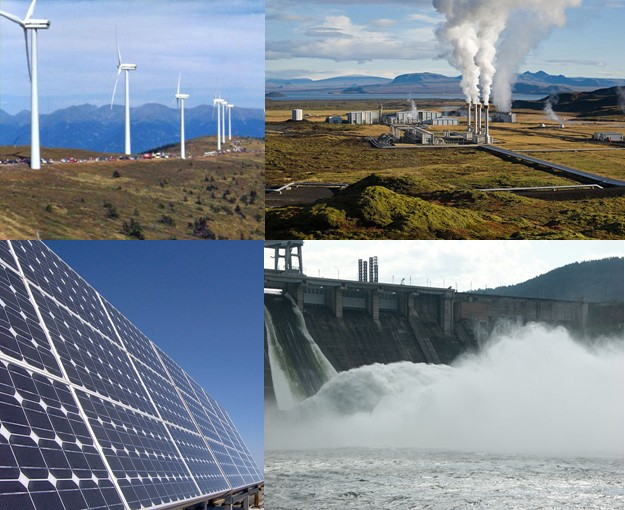
Algumas fontes de energia Renovaveis e não renováveis

As economias de baixo carbono apresentam múltiplos benefícios para a resiliência do ecossistema, comércio, emprego, saúde, segurança energética e competitividade industrial.

### Resiliência do ecossistema
Estratégias de desenvolvimento de baixas emissões para o setor de uso da terra podem priorizar a proteção de ecossistemas ricos em carbono não apenas para reduzir as emissões, mas também para proteger a biodiversidade e salvaguardar os meios de subsistência locais para reduzir a pobreza rural — tudo isso pode levar a sistemas mais resilientes ao clima, de acordo com a um relatório da Parceria Global de Estratégias de Desenvolvimento de Baixas Emissões (LEDS GP). As iniciativas de REDD+ e carbono azul estão entre as medidas disponíveis para conservar, gerenciar de forma sustentável e restaurar esses ecossistemas ricos em carbono, que são cruciais para o armazenamento e sequestro natural de carbono e para a construção de comunidades resilientes ao clima.

### Benefícios econômicos

#### Criação de emprego
A transição para economias de baixo carbono, ambientalmente e socialmente sustentáveis pode se tornar um forte impulsionador da criação de empregos, melhoria de empregos, justiça social e erradicação da pobreza, se gerenciada adequadamente com o total envolvimento de governos, trabalhadores e organizações de empregadores.
As estimativas do modelo Global Economic Linkages da Organização Internacional do Trabalho sugerem que as mudanças climáticas não mitigadas, com impactos negativos associados sobre empresas e trabalhadores, terão efeitos negativos na produção em muitas indústrias, com quedas na produção de 2,4% até 2030 e 7,2% até 2050.
A transição para uma economia de baixo carbono causará mudanças no volume, composição e qualidade do emprego em todos os setores e afetará o nível e a distribuição de renda. Pesquisas indicam que oito setores que empregam cerca de 1,5 bilhão de trabalhadores, aproximadamente metade da força de trabalho global, passarão por grandes mudanças: agricultura, silvicultura, pesca, energia, manufatura com uso intensivo de recursos, reciclagem, construção e transporte.
Durante a transição verde, os trabalhadores de indústrias intensivas em carbono são mais propensos a perder seus empregos. A transição para uma economia neutra em carbono colocará mais empregos em perigo em regiões com porcentagens mais altas de emprego em indústrias intensivas em carbono. As oportunidades de emprego pela transição verde estão associadas ao uso de fontes de energia renováveis ou à atividade de construção para melhorias e reformas de infraestrutura.

#### Competitividade empresarial
O desenvolvimento industrial de baixas emissões e a eficiência dos recursos podem oferecer muitas oportunidades para aumentar a competitividade das economias e empresas. De acordo com a Parceria Global de Estratégias de Desenvolvimento de Baixas Emissões (LEDS GP), muitas vezes há um caso de negócios claro para mudar para tecnologias de baixa emissão, com períodos de retorno que variam em grande parte de 0,5 a 5 anos, alavancando o investimento financeiro.

#### Política comercial melhorada
O comércio e as políticas comerciais podem contribuir para economias de baixo carbono, permitindo o uso mais eficiente de recursos e o intercâmbio internacional de bens e serviços favoráveis ao clima. A remoção de tarifas e barreiras não tarifárias ao comércio de energia limpa e tecnologias de eficiência energética são uma dessas medidas. Em um setor em que os produtos acabados consistem em muitos componentes que cruzam fronteiras várias vezes — uma turbina eólica típica, por exemplo, contém até oito mil componentes — até pequenos cortes de tarifas reduziriam os custos. Isso tornaria as tecnologias mais acessíveis e competitivas no mercado global, principalmente quando combinadas com a eliminação progressiva dos subsídios aos combustíveis fósseis.

## Política energética

### Energia renovável e eficiência energética

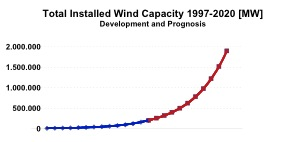
Capacidade de energia eólica instalada em todo o mundo 1997–2020 [MW], história e previsões.

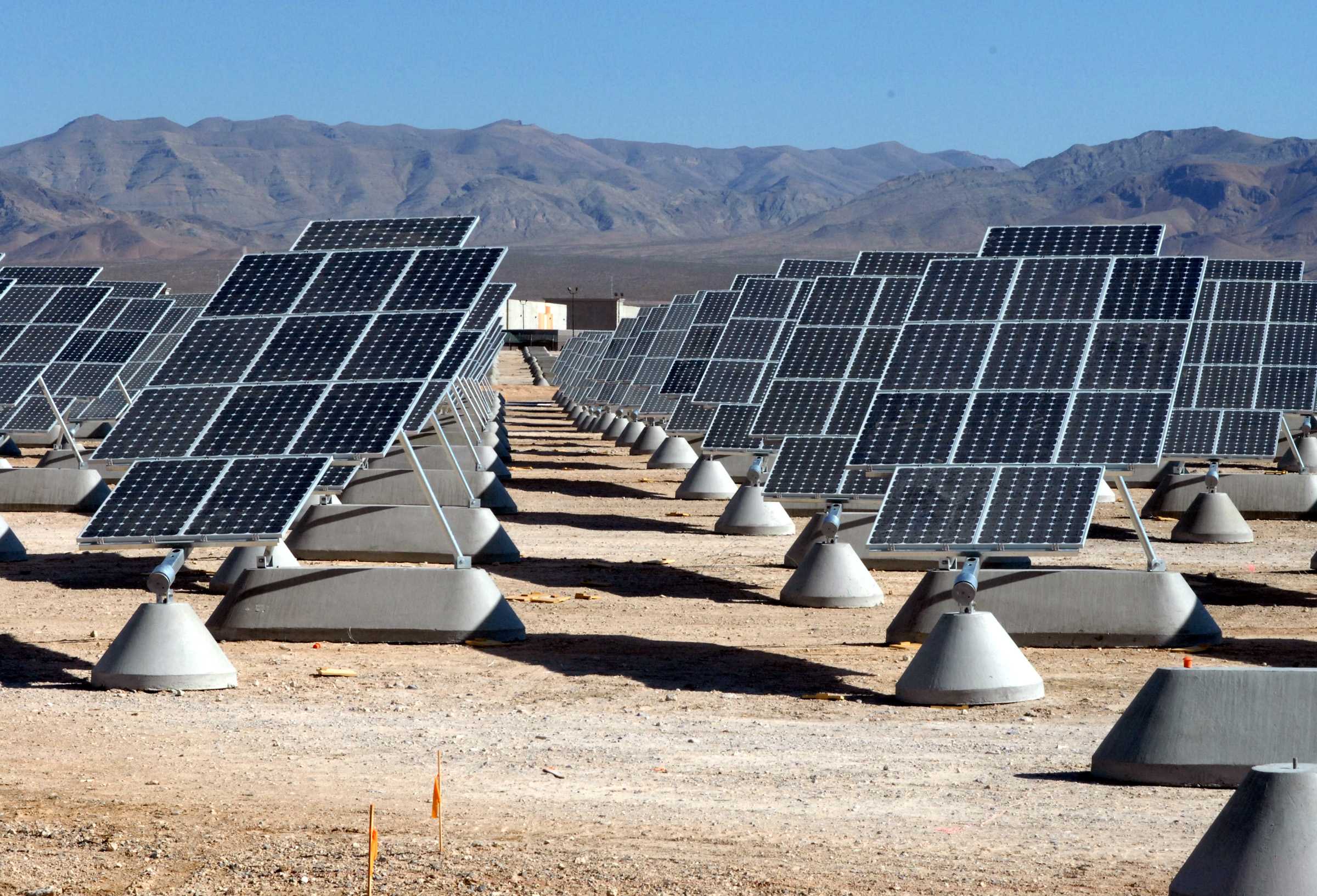
Painel solar na Usina de Energia Solar Nellis. Esses painéis rastreiam o sol em um eixo

Os recentes avanços em tecnologia e política permitirão que as energias renováveis e a eficiência energética desempenhem papéis importantes na substituição de combustíveis fósseis, atendendo à demanda global de energia e reduzindo as emissões de dióxido de carbono. As tecnologias de energia renovável estão sendo rapidamente comercializadas e, em conjunto com ganhos de eficiência, podem alcançar reduções de emissões muito maiores do que qualquer uma delas poderia independentemente.
A energia renovável é a energia que vem de recursos naturais, como luz solar, vento, chuva, marés e calor geotérmico, que são renováveis (repostos naturalmente). Em 2015, cerca de 19% do consumo global de energia final veio de fontes renováveis. Durante os cinco anos do final de 2004 a 2009, a capacidade mundial de energia renovável cresceu a taxas de 10 a 60 por cento ao ano para muitas tecnologias. Para energia eólica e muitas outras tecnologias renováveis, o crescimento acelerou em 2009 em relação aos quatro anos anteriores. Mais capacidade de energia eólica foi adicionada em 2009 do que qualquer outra tecnologia renovável. No entanto, a energia fotovoltaica conectada à rede aumentou mais rapidamente de todas as tecnologias renováveis, com uma taxa de crescimento médio anual de 60% para o período de cinco anos.
Energia para potência, aquecimento, refrigeração e mobilidade é o ingrediente chave para o desenvolvimento e crescimento, sendo a segurança energética um pré-requisito para o crescimento econômico, tornando-se indiscutivelmente o motor mais importante para a política energética. Ampliar as energias renováveis como parte de uma estratégia de desenvolvimento de baixas emissões pode diversificar as matrizes energéticas de um país e reduzir a dependência de importações. No processo de descarbonização do calor e do transporte através da eletrificação, é necessário antecipar as potenciais mudanças no pico de demanda de eletricidade, ao mesmo tempo em que se muda para tecnologias alternativas, como bombas de calor para veículos elétricos.
A instalação de capacidades renováveis locais também pode reduzir os riscos geopolíticos e a exposição à volatilidade dos preços dos combustíveis e melhorar a balança comercial dos países importadores (observando que apenas alguns países exportam petróleo e gás). A energia renovável oferece menor risco financeiro e econômico para as empresas por meio de uma base de custos mais estável e previsível para o fornecimento de energia.
Os ganhos de eficiência energética nas últimas décadas foram significativos, mas ainda há muito mais que pode ser alcançado. Com um esforço conjunto e políticas fortes em vigor, as futuras melhorias de eficiência energética provavelmente serão muito grandes. O calor é uma das muitas formas de "desperdício de energia" que pode ser capturada para aumentar significativamente a energia útil sem queimar mais combustíveis fósseis.
Volumes significativos de energia elétrica descarbonizada serão necessários para descarbonizar a economia global. A demanda é gerada por aplicações convencionais baseadas em energia elétrica, eletrificação de setores intensivos em energia, transporte e aquecimento e eletrificação indireta usando hidrogênio e combustíveis sintéticos.

### Biocombustíveis sustentáveis
Os biocombustíveis, na forma de combustíveis líquidos derivados de materiais vegetais, estão entrando no mercado, impulsionados por fatores como a alta do preço do petróleo e a necessidade de maior segurança energética. No entanto, muitos dos biocombustíveis que estão sendo fornecidos atualmente têm sido criticados por seus impactos adversos sobre o meio ambiente natural, a segurança alimentar e o uso da terra.
O desafio é apoiar o desenvolvimento de biocombustíveis, incluindo o desenvolvimento de novas tecnologias celulósicas, com políticas responsáveis e instrumentos econômicos para ajudar a garantir que a comercialização de biocombustíveis seja sustentável. A comercialização responsável de biocombustíveis representa uma oportunidade para melhorar as perspectivas econômicas sustentáveis na África, América Latina e Ásia.
Os biocombustíveis têm uma capacidade limitada de substituir os combustíveis fósseis e não devem ser considerados como uma 'bala de prata' para lidar com as emissões dos transportes. No entanto, eles oferecem a perspectiva de aumento da concorrência no mercado e moderação do preço do petróleo. Uma oferta saudável de fontes alternativas de energia ajudará a combater os picos de preços da gasolina e reduzir a dependência de combustíveis fósseis, especialmente no setor de transportes. O uso mais eficiente de combustíveis para transporte também é parte integrante de uma estratégia de transporte sustentável.

### Energia nuclear
A energia nuclear tem sido oferecida como o principal meio para alcançar uma EBC. Em termos de grandes nações industrializadas, a França continental, devido principalmente a 75% de sua eletricidade ser produzida por energia nuclear, tem a menor produção de dióxido de carbono por unidade de PIB do mundo e é o maior exportador de eletricidade do mundo, ganhando aproximadamente três bilhões de euros anuais em vendas.
Muitas vezes expressa-se preocupação com a questão do armazenamento e segurança do combustível nuclear usado; embora as questões físicas não sejam grandes, as dificuldades políticas são significativas. O reator de tório fluoreto líquido (RTFL) tem sido sugerido como uma solução para as preocupações colocadas pelo nuclear convencional.
A França reprocessa seu combustível nuclear usado no local de La Hague desde 1976 e também tratou combustível nuclear usado da França, Japão, Alemanha, Bélgica, Suíça, Itália, Espanha e Holanda.
Alguns pesquisadores determinaram que alcançar uma descarbonização substancial e combater as mudanças climáticas seria muito mais difícil sem aumentar a energia nuclear. A energia nuclear é uma forma confiável de energia que está disponível 24 horas por dia, 7 dias por semana, relativamente segura e pode ser expandida em grande escala. As usinas nucleares podem substituir as usinas baseadas em combustíveis fósseis – mudando para uma economia de baixo carbono.
A partir de 2021, a expansão da energia nuclear como método para alcançar uma economia de baixo carbono tem vários graus de apoio. Agências e organizações que acreditam que a descarbonização não é possível sem alguma expansão da energia nuclear incluem a Comissão Econômica das Nações Unidas para a Europa, a Agência Internacional de Energia (AIE), a Agência Internacional de Energia Atômica, e o Centro de Impacto Energético (CIE). Tanto a AIE quanto a CIE acreditam que a descarbonização generalizada deve ocorrer até 2040 para mitigar os efeitos adversos das mudanças climáticas e que a energia nuclear deve desempenhar um papel. A última organização sugere que as emissões líquidas de carbono negativas são possíveis usando a energia nuclear para alimentar a tecnologia de captura de carbono.

### Rede inteligente
Uma proposta da Universidade de Karlsruhe desenvolvida como uma usina virtual é o uso de energia solar e eólica para carga de base com hidrelétrica e biogás para compensação ou carga de pico. Hidro e biogás são usados como armazenamento de energia da rede. Isso requer o desenvolvimento de uma rede inteligente eficiente, incluindo redes de energia locais que usam energia perto do local de produção, reduzindo assim a perda de rede existente de 5%.

## Tecnologias de descarbonização
Existem cinco tecnologias comumente identificadas na descarbonização:
1. Calor eletrizante, pois os fornos são alimentados por eletricidade, em vez de queima de combustíveis. A energia verde ainda deve ser usada.
2. O uso de hidrogênio como vapor de forno, matéria-prima química ou reagente em processos químicos.
3. O uso da biomassa como fonte de energia ou matéria-prima. Em outras palavras, substituir carvão mineral por biocarvão ou gás por biogás. Um exemplo é o carvão vegetal, que é feito convertendo madeira em carvão e tem uma pegada de CO2 igual a zero.
4. Captura e armazenamento de carbono. É aqui que os gases de efeito estufa são isolados de outros gases naturais, comprimidos e injetados na terra para evitar serem emitidos para a atmosfera.
5. Captura e uso de carbono. O objetivo desse método é transformar gases industriais em algo valioso, como etanol ou matéria-prima para a indústria química.[39][40]

## Planos de descarbonização que chegam a zero emissões de CO2
Um plano abrangente de descarbonização descreve como gerar energia verde suficiente para substituir carvão, petróleo e gás natural; e leva em consideração fatores como aumento do PIB, aumento do padrão de vida e aumento da eficiência. A cada ano, o mundo consome 583 exajoules (EJ) de energia térmica. Isso corresponde a 56.000 TWh de eletricidade quando o calor é convertido em eletricidade por meio de uma turbina com 35% de eficiência. Para descarbonizar, o mundo precisa gerar essa energia sem emitir CO2. Para ter uma noção de quão grande isso é, pode-se ver quantas Hoover Dams, London Arrays e reatores nucleares correspondem a essa quantidade de energia:
- 22.600 London Arrays, um parque eólico com 175 grandes moinhos de vento[42]
- 13.500 Represas Hoover, uma grande barragem hidrelétrica em Nevada (com base na produção média entre 1999 e 2008)[43]
- 21 vezes mais do que a atual base instalada mundial de 400 GWe de energia nuclear[44]

## Captura e armazenamento de carbono
Captura e armazenamento de carbono (CAC) ou captura e sequestro de carbono é o processo de captura de dióxido de carbono (CO2) antes de entrar na atmosfera, transportando-o e armazenando-o (sequestro de carbono) por séculos ou milênios. Normalmente, o CO2 é capturado de grandes fontes pontuais, como uma usina química ou usina de biomassa, e então armazenado em uma formação geológica subterrânea. O objetivo é evitar a liberação de CO2 da indústria pesada com a intenção de mitigar os efeitos das mudanças climáticas. O CO2 foi injetado em formações geológicas por várias décadas para recuperação aprimorada de petróleo e após a separação do gás natural, mas isso foi controverso por produzir mais emissões quando o gás ou petróleo é queimado.
A captura e utilização de carbono (CUC) e a CAC são algumas vezes discutidas coletivamente como captura, utilização e sequestro de carbono (CUSC). Isso ocorre porque a CAC é um processo relativamente caro, produzindo um produto que muitas vezes é muito barato. Assim, a captura de carbono faz mais sentido economicamente onde o preço do carbono é alto o suficiente, como em grande parte da Europa, ou quando combinado com um processo de utilização onde o CO2 barato pode ser usado para produzir produtos químicos de alto valor para compensar os altos custos das operações de captura.
O CO2 pode ser capturado diretamente de uma fonte industrial, como um forno de cimento , usando uma variedade de tecnologias; incluindo absorção, adsorção, looping químico, separação de gás por membrana ou hidratação de gás. Em 2022, cerca de um milésimo das emissões globais de CO2 são capturadas pela CAC, e a maioria dos projetos são para processamento de gás fóssil. (p32)
O armazenamento do CO2 ocorre em formações geológicas profundas ou na forma de carbonatos minerais. A captura e armazenamento de carbono pirogênico (CACP) também está sendo pesquisada. As formações geológicas são atualmente consideradas os locais de sequestro mais promissores. O National Energy Technology Laboratory (NETL) dos EUA informou que a América do Norte tem capacidade de armazenamento suficiente para mais de novecentos anos de CO2 nas taxas de produção atuais. Um problema geral é que as previsões de longo prazo sobre a segurança do armazenamento submarino ou subterrâneo são muito difíceis e incertas, e ainda existe o risco de que algum CO2 pode vazar para a atmosfera. Apesar disso, uma avaliação recente estima que o risco de vazamento substancial seja bastante baixo.

## Calor e energia combinados
A combinação de calor e energia (CHP) é uma tecnologia que, ao permitir o uso mais eficiente do combustível, pelo menos reduzirá as emissões de carbono; se o combustível for biomassa ou biogás ou hidrogênio usado como armazenamento de energia, então, em princípio, pode ser uma opção de carbono zero. A cogeração também pode ser usada com um reator nuclear como fonte de energia; há exemplos de tais instalações no extremo norte da Federação Russa. Em 2050, a necessidade de energia para transporte poderá ser satisfeita por hidrogênio e combustíveis sintéticos entre 20% e 30%.

## Atividade de descarbonização por setor

### Setor primário

#### Agricultura
A maioria das instalações agrícolas no mundo desenvolvido são mecanizadas devido à eletrificação rural. A eletrificação rural produziu ganhos significativos de produtividade, mas também consome muita energia. Por esta e outras razões (como custos de transporte) em uma sociedade de baixo carbono, as áreas rurais precisariam de suprimentos disponíveis de eletricidade produzida de forma renovável.
A irrigação pode ser um dos principais componentes do consumo de energia de uma instalação agrícola. Em partes da Califórnia, pode chegar a 90%. Na economia de baixo carbono, os equipamentos de irrigação serão mantidos e atualizados continuamente e as fazendas usarão menos água de irrigação.
As operações de gado também podem usar muita energia, dependendo de como são executadas. Os confinamentos usam ração animal feita de milho, soja e outras culturas. A energia deve ser gasta para produzir essas culturas, processá-las e transportá-las. Animais criados ao ar livre encontram sua própria vegetação para se alimentar. O agricultor pode gastar energia para cuidar dessa vegetação, mas não tanto quanto o agricultor que cultiva cereais e oleaginosas.
Muitas operações pecuárias atualmente usam muita energia para dar água ao seu gado. Na economia de baixo carbono, essas operações usarão mais métodos de conservação de água, como coleta de água da chuva, cisternas de água, etc., e também bombearão/distribuirão essa água com fontes de energia renovável no local (provavelmente eólica e solar).
Devido à eletrificação rural, a maioria das instalações agrícolas no mundo desenvolvido usa muita eletricidade. Em uma economia de baixo carbono, as fazendas serão administradas e equipadas para permitir maior eficiência energética. Mudanças na indústria de laticínios incluem recuperação de calor, audição solar e uso de biodigestores:
Substituir o gado por alternativas à base de plantas é outra maneira de reduzir nossas emissões de carbono. A pegada de carbono do gado é grande — fornece apenas 18% do total de calorias, mas ocupa 83% das terras agrícolas.

#### Silvicultura
A proteção das florestas oferece benefícios integrados a todos, desde o aumento da produção de alimentos, meios de subsistência locais protegidos, proteção da biodiversidade e dos ecossistemas fornecidos pelas florestas e redução da pobreza rural. Adotar estratégias de baixas emissões para a produção agrícola e florestal também mitiga alguns dos efeitos das mudanças climáticas.
Na economia de baixo carbono, as operações florestais serão focadas em práticas de baixo impacto e rebrota. Os gestores florestais garantirão que não perturbem demais as reservas de carbono baseadas no solo. Fazendas de árvores especializadas serão a principal fonte de material para muitos produtos. As variedades de árvores de maturação rápida serão cultivadas em rotações curtas para maximizar a produção.

#### Minerações
A queima e ventilação de gás natural em poços de petróleo é uma fonte significativa de emissões de gases de efeito estufa. Sua contribuição para os gases de efeito estufa diminuiu três quartos em termos absolutos desde um pico na década de 1970 de aproximadamente 110 milhões de toneladas métricas/ano, e em 2004 foi responsável por cerca de 1/2 de um por cento de todas as emissões antropogênicas de dióxido de carbono.
O Banco Mundial estima que 134 bilhões de metros cúbicos de gás natural são queimados ou liberados anualmente (datum de 2010), uma quantidade equivalente ao consumo anual combinado de gás da Alemanha e da França ou suficiente para abastecer o mundo inteiro com gás por dezesseis dias. Essa queima é altamente concentrada: dez países respondem por 70% das emissões e vinte por 85%.